# Macizo del Mischabel

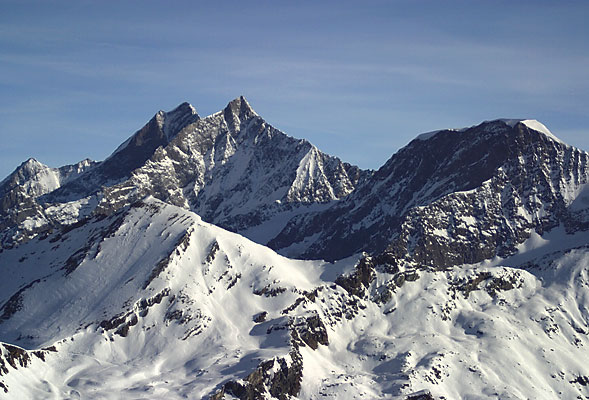
Vista del macizo del Mischabel, de izquierda a derecha el Dom, Täschhorn y Alphubel.

El macizo del Mischabel es un macizo de los Alpes Peninos o del Valais en Suiza. Forma la frontera entre el Valle de Zermatt y el de Saas (Saastal). Se extiende desde el Allalinhorn (4027 m) por encima del Saas Fee, es decir, hasta la zona esquiable de Grächen.

## Definición y clasificación
El Mischabel se puede definir de modo más o menos amplio. La presente definición, de acuerdo con la SOIUSA, sigue la acepción más amplia. Otras definiciones lo hacen corresponder al grupo de la SOIUSA llamado Cadena del Mischabel iss.
Según la SOIUSA el macizo es un supergrupo de los Alpes Peninos y tiene la siguiente clasificación:
- Gran parte = Alpes occidentales
- Gran sector = Alpes del noroeste
- Sección = Alpes Peninos
- Subsección = Alpes del Mischabel y del Weissmies
- Supergrupo = Macizo del Mischabel
- Código = I/B-9.V-A.

## Subdivisión
El macizo, según la SOIUSA, se subdivide en tres grupos y dos subgrupos:
- Macizo del Strahlhorn (A.1)
  - Grupo Strahlhorn-Allalinhorn (A.1.a)
  - Grupo del Oberrothorn (A.1.b)
- Cadena del Mischabel iss (A.2)
- Grupo del Balfrin-Gabelhorn (A.3)

## Cimas
El pico más alto del Mischabel es el Dom, que alcanza los 4.545 m, por lo que es el pico más alto, todo él en Suiza. Luego vienen el Täschhorn (4491 m), el Nadelhorn (4.327 m), la Lenzspitze (4.294 m), el Stecknadelhorn (4.241 m), el Hohberghorn (4.219 m), el Alphubel (4.206 m), el Rimpfischhorn (4.199 m), el Strahlhorn (4.190 m), el Dürrenhorn (4.034 m) y  el Allalinhorn (4.027 m). El resto de cimas quedan por debajo de los 4.000 m s. n. m.:
- Adlerhorn - 3.988 m
- Ulrichshorn - 3.925 m
- Feechopf - 3.888 m
- Balfrin - 3.796 m
- Fluchthorn - 3.795 m
- Oberrothorn - 3.414 m

## Glaciares
De las cimas del macizo descienden diversos glaciares. Los principales son:
- Glaciar del Allalin
- Glaciar de Fee
- Glaciar de Mellich
- Glaciar de Ried

## Excursionismo
Una ruta permite unir Zermatt y Saas Fee haciendo el recorrido del Mischabel por Grächen. Existen muchos refugios disponibles:
- Bordierhütte - 2.886 m
- Domhütte - 2.940 m
- Täschhütte - 2.701 m
- Mischabelhütte - 3.329 m
- Längluehütte - 2.869 m
- Europahütte - 2.220 m
- Mischabeljochbiwak, el 3.er refugio de los Alpes Peninos, que está a 3847 m de altitud.
- Britanniahütte - 3.030 m